# Бероян, Мария Георгиевна
Мария (Мари) Георгиевна Бероян (до замужества — Лианозян) (арм. Մարի Բերոյան; 27 января (8 февраля) 1892 — 22 июля 1960, Тбилиси, Грузинская ССР) — армянская советская актриса

 театра и кино. Народная артистка Грузинской ССР (1946). Общественный деятель.

## Биография
Жена Артёма Берояна, армянского советского актёра, Народного артиста Грузинской ССР.
Дебютировала на сцене в Тифлисе в 1913 году. С 1922 года выступала в армянском драматическом театре  в Тифлисе.
Характерная драматическая и комедийная актриса. С особым успехом играла в пьесах Г. Сундукяна (Саломе — "Разорённый очаг", Хампери - «Хатабала»), А. Ширванзаде (Шпаник -«Намус», Зарнишан — "Злой дух) и др.

## Избранная фильмография
- 1935 — Пэпо — мать Дарчо
- 1934 — Гикор — гостья

Общественный деятель. Депутат Верховного Совета Грузинской ССР 2, 3, 4-го созывов.